# 多米尼克·亞當斯
多米尼克·亞當斯（Dominic Adams，1985年3月17日—）是英國的一位演員和模特。他最著名的角色是在電視劇蛇蠍女傭中飾演Tony Bishara角色。亞當斯出生在布里斯托。